# مکس بلش
مکس بلش (انگلیسی: Max Bloesch; ۲۷ ژوئن ۱۹۰۸ – ۹ اوت ۱۹۹۷) بازیکن هندبال، و پرنده‌شناس اهل سوئیس بود.